# Кашинская духовная семинария
Ка́шинская духо́вная семина́рия — среднее учебное заведение Русской православной церкви, действовавшее с 1913 по осень 1917 года и готовившее священно- и церковнослужителей.

## История
В январе 1913 года начались занятия в классе богословов.
Здание семинарии было выстроено на средства купеческой вдовы А. Ф. Вончаковой, по проекту архитектора В. И. Назарина.
Семинария просуществовала по сути до осени 1917 года. 25 октября 1917 года из Кашинской семинарии телеграфировали в Москву: «Просьба выдать надбавки. Положение преподавателей критическое. Умоляем экстренно». В декабре 1917 г. здание семинарии занято Советом депутатов трудящихся.
В 1918 году в здании бывшей семинарии организовали 2-я советскую школу 2-й ступени, а в 1930 году — зооветтехникум.

## Ректоры
- Николай (Кенарский) (1917)

## Инспекторы
- Сщмч. Мирон Ржепик (2 сентября 1915 — ?)

## Известные ученики
- Кассиан (Ярославский)
- Романовский Петр Иванович[4]